# 약수초등학교 입탄분교
약수초등학교 입탄분교는 대한민국 강원특별자치도 평창군 평창읍 입탄리 368-2에 있었던 공립 초등학교이다.

## 연혁
- 1948. 2. 6 도돈국민학교 입탄분교장 설립인가
- 1948. 9. 28 개교
- 1968. 12. 4 입탄국민학교 설립인가
- 1969. 3. 3 입탄국민학교 개교
- 1983. 3. 1 약수국민학교 입탄분교장으로 격하
- 1996. 3. 1 약수초등학교 입탄분교장으로 교명 개칭
- 2001. 3. 1 폐교